# Trójdźwięk liturgiczny
Trójdźwięk liturgiczny (triada liturgiczna) – określenie trzech elementów wystroju kościoła, typowych zwłaszcza dla świątyń ewangelickich i umieszczanych tam w niewielkiej odległości.
Trójdźwięk liturgiczny to:
- ołtarz
- chrzcielnica (misa chrzcielna)
- ambona (kazalnica)

Zasadniczym elementem ołtarza jest w kościołach ewangelickich krzyż, Oprócz tego częścią ołtarza jest stół ołtarzowy, przy którym odprawiany jest sakrament Wieczerzy Pańskiej nazywany też Sakramentem Ołtarza. Krzyż w świątyniach ewangelicko-reformowanych (kalwińskich) jest pozbawiony zwykle wizerunku Chrystusa Ukrzyżowanego, ponieważ kalwinizm unika przedstawień w formie rzeźb i obrazów. Inaczej jest w kościołach luterańskich (ewangelicko-augsburskich), gdzie obrazy i rzeźby, choć nie są otaczane kultem, są traktowane jako adiafora. 
Chrzcielnica służy do odprawiania sakramentu chrztu, jej forma nie różni się w znaczny sposób od chrzcielnicy katolickiej. W tradycyjnych kościołach ewangelickich praktykuje się chrzest niemowląt.
Ambony są używane na każdym nabożeństwie ewangelickim do wygłaszania kazań – inaczej niż w kościołach katolickich, gdzie po Soborze Watykańskim II zwyczaj ten został prawie zaniechany. W wielu kościołach ewangelickich ambona jest umieszczona nad ołtarzem (co nigdy się nie zdarza w świątyniach katolickich).
Trzy elementy trójdźwięku liturgicznego symbolizują obydwa uznawane przez kościoły ewangelickie sakramenty (chrzest, Sakrament Ołtarza) oraz Słowo Boże głoszone z ambony. Ponadto dominujący nad ołtarzem krzyż jest znakiem całego chrześcijaństwa i przypomina mękę i śmierć Jezusa Chrystusa, a liczba 3 symbolicznie kojarzy się z tajemnicą Trójcy Świętej.